# Sony Alpha DSLR-A850
Sony Alpha DSLR-A850 — второй полнокадровый профессиональный цифровой зеркальный фотоаппарат серии Alpha (α) компании Sony. Анонсирована 27 августа 2009 года. В камере установлена 24-мегапиксельная КМОП-матрица. Отличается от старшей модели DSLR-A900 упрощённым видоискателем (98 % размера кадра против 100 %) и скоростью съёмки (3 кадра в секунду вместо 5).
Является первой полнокадровой цифровой камерой, цена на которую стала меньше психологически важного барьера 2000 долларов США.
Камера полностью совместима с парком объективов байонета Minolta AF, как старых, производства Minolta и Konica Minolta, так и новых, производства Sony и Carl Zeiss. Объективы серии DT, рассчитанные на матрицы меньшего размера формата APS-C, могут давать виньетирование.